# Nesampelos lucens
Nesampelos lucens là một loài thực vật có hoa trong họ Cúc. Loài này được (Poir.) B.Nord. mô tả khoa học đầu tiên.